# لويزا غاليغوس
لويزا غاليغوس (بالإنجليزية: Luisa Gallegos)‏ هي لاعب كرة قاعدة كوبية وأمريكية، ولدت في 1929 في هافانا في كوبا.